# Eddie Jones (Bassist)
Edward „Eddie“ Jones (* 1. März 1929 in New York City; † 31. Mai 1997 in Hartford in Connecticut) war ein US-amerikanischer Jazzbassist. Er spielte in der Count-Basie-Band.

## Leben und Wirken
Eddie Jones wuchs wie Count Basie in Red Bank (New Jersey) auf und war dort Nachbar von Basie. Er begann 1946 an der Howard University Bass zu studieren, spielte 1950 mit Sarah Vaughan und Lester Young und arbeitete 1951/2 als Musiklehrer in South Carolina, bevor er Mitglied der Count Basie Band wurde, der er von 1954 bis 1962 angehörte und an den Aufnahmen von Alben wie April In Paris, Count Basie Swings – Joe Williams Sings, Count Basie in Newport sowie den legendären Aufnahmen für das Roulette-Label (The Atomic Mr. Basie) mitwirkte. Neben seiner Arbeit mit Basie nahm Eddie Jones Platten mit Ruby Braff, Osie Johnson, Bob Brookmeyer, Milt Jackson (Opus De Jazz, 1955),  Hank Jones 1957, Dave Lambert 1955, Thad Jones 1956/57, Paul Quinichette 1957, Frank Wess (I Hear Ya Talkin’, 1959), Coleman Hawkins sowie Lem Winchester (1960) auf. 1962 gab er die Jazzmusik auf und begann für IBM zu arbeiten. Später wurde er Vizepräsident einer Versicherungsgesellschaft. Ab den 1980er Jahren spielte er auch wieder nebenbei Jazz, z. B. 1989 auf dem Album von Frank Wess, ebenfalls ein Ex-Basie-Mann, Dear Mr. Basie (Concord).
Eddie Jones ist nicht mit dem Bluesgitarristen Eddie „Guitar Slim“ Jones zu verwechseln.

## Lexikalischer Eintrag
- Bielefelder Katalog Jazz. 2001
- John Jörgensen, Erik Wiedemann: Jazzlexikon. Mosaik, München.